# 雨花经济开发区
雨花经济开发区，是南京市雨花台區下辖的一个类似乡级单位。

## 行政区划
雨花经济开发区下辖以下地区：
金叶社区、天保社区、近华社区、天后村和西寇村。